# 内禅
内禅是指帝王在世时，傳位給储君或宗室等内定的成員，但继承人僅限同姓血親（傳異姓血親則屬於外禅）。
内禅之後，东亚文化圈的皇帝和國王往往能得到“太上皇”或“太上王”的称号。

## 中國歷史上的內禪
- 約前2357年，帝摯青阳氏→帝堯陶唐氏（兄→弟）
- 約前1922年，夏不降→夏扃（兄→弟）
- 前581年，晋景公姬獳/據→晉厲公姬壽曼（父→子）
- 前299年，趙武靈王趙雍→趙惠文王趙何（父→子）
- 301年，晉惠帝司馬衷→趙王司馬倫（侄孙→叔祖父）隨即復辟
- 399年，後涼太祖呂光→後涼隱王呂紹（父→子）
- 471年，魏獻文帝拓跋弘→魏孝文帝元宏（父→子）
- 531年，东海王元晔→魏节闵帝元恭（堂侄→再从叔）
- 551年，梁簡文帝蕭綱→豫章王蕭栋（祖叔→侄孫）
- 557年，周孝闵帝宇文覺→周明帝宇文毓（弟→兄）
- 565年，齊武成帝高湛→齊後主高緯（父→子）
- 577年，齊後主高緯→齊幼主高恆（父→子）
- 577年，齊幼主高恆→任城王高湝（侄孫→祖叔）
- 579年，周宣帝宇文贇→周靜帝宇文衍（父→子）
- 626年，唐高祖李淵→唐太宗李世民（父→子）
- 705年，周聖神帝武曌→唐中宗李顯（母→子）
- 710年，唐殤帝李重茂→唐睿宗李旦（侄→叔）
- 712年，唐睿宗李旦→唐玄宗李隆基（父→子）
- 756年，唐玄宗李隆基→唐肃宗李亨（父→子）
- 805年，唐順宗李誦→唐憲宗李純（父→子）
- 900年，唐昭宗李曄→濮王李𥙿（父→子）隨即復辟
- 945年，大理文经帝段思英→大理慈武帝段思良（侄→叔)
- 947年，吳越忠遜王錢弘倧→吳越忠懿王钱俶（兄→弟）
- 1026年，大理秉義帝段素隆→大理聖德帝段素真（从弟→从兄）
- 1041年，大理聖德帝段素真→大理天明帝段素興（祖→孫）
- 1075年，大理興宗段思廉→大理上德帝段廉義（父→子）
- 1081年，大理上明帝段壽輝→大理保定帝段正明（从伯→再从侄）
- 1108年，大理中宗段正淳→大理憲宗宣段和譽（父→子）
- 1126年，宋徽宗趙佶→宋欽宗趙桓（父→子）
- 1129年，宋高宗趙構→元懿太子趙旉（父→子）隨即復辟
- 1147年，大理憲宗宣段和譽→大理景宗段正興（父→子）
- 1171年，大理景宗段正興/段易長/段義長→大理宣宗段智興（父→子）
- 1162年，宋高宗趙構→宋孝宗趙昚（七代族叔→八代族侄）
- 1189年，宋孝宗趙昚→宋光宗趙惇（父→子）
- 1194年，宋光宗趙惇→宋寧宗趙擴（父→子）
- 1200年，大理宣宗段智興→大理亨天帝段智廉（父→子）
- 1204年，大理亨天帝段智廉→大理神宗段智祥（弟→兄）
- 1223年，夏神宗李遵頊→夏獻宗李德旺（父→子）
- 1234年，金哀宗完顏守緒→完顏承麟（六代族伯→七代族侄）
- 1238年，大理神宗段智祥→大理孝義帝段祥興（父→子）
- 1329年，元文宗图帖睦尔→元明宗和世㻋（弟→兄）隨即復辟
- 1796年，清高宗弘曆→清仁宗顒琰（父→子）

## 日本歷史上的內禪
- 天皇
  - 645年，皇极天皇寶→孝德天皇輕（姊→弟） 隨即復辟
  - 697年，持統天皇鸕野讚良→文武天皇珂瑠（祖母→孫）
  - 715年，元明天皇阿閇→元正天皇冰高（母→女）
  - 724年，元正天皇冰高→聖武天皇首（姑→侄）
  - 758年，孝謙天皇阿倍→淳仁天皇大炊（堂孫女→從祖叔） 隨即復辟
  - 764年，淳仁天皇大炊→稱德天皇阿倍（從祖叔→堂孫女）
  - 781年，光仁天皇白壁→桓武天皇山部（父→子）
  - 809年，平城天皇安殿→嵯峨天皇神野（兄→弟）
  - 823年，嵯峨天皇神野→淳和天皇大伴（兄→弟）
  - 833年，淳和天皇大伴→仁明天皇正良（叔→侄）
  - 876年，清和天皇惟仁→陽成天皇貞明（父→子）
  - 884年，陽成天皇貞明→光孝天皇時康（侄孫→祖叔）
  - 897年，宇多天皇定省→醍醐天皇敦仁（父→子）
  - 946年，朱雀天皇寬明→村上天皇成明（兄→弟）
  - 969年，冷泉天皇憲平→圓融天皇守平（兄→弟）
  - 984年，圓融天皇守平→花山天皇師貞（叔→侄）
  - 987年，花山天皇師貞→一條天皇懷仁（堂兄→堂弟）
  - 1011年，一條天皇懷仁→三條天皇居貞（再从弟→再从兄）
  - 1016年，三條天皇居貞→後一條天皇敦成（父→子）
  - 1045年，後朱雀天皇敦良→後冷泉天皇親仁（父→子）
  - 1073年，後三條天皇尊仁→白河天皇貞仁（父→子）
  - 1087年，白河天皇貞仁→堀河天皇善仁（父→子）
  - 1123年，鳥羽天皇宗仁→崇德天皇顯仁（父→子）
  - 1141年，崇德天皇顯仁→近衛天皇體仁（兄→弟）
  - 1158年，後白河天皇雅仁→二條天皇守仁（父→子）
  - 1180年，高倉天皇憲仁→安德天皇言仁（父→子）
  - 1198年，後鳥羽天皇尊成→土御門天皇為仁（父→子）
  - 1210年，土御門天皇為仁→順德天皇守成（兄→弟）
  - 1221年，順德天皇守成→仲恭天皇懷成（父→子）
  - 1221年，仲恭天皇懷成→後堀河天皇茂仁 (再从侄→从叔)
  - 1232年，後堀河天皇茂仁→四條天皇秀仁（父→子）
  - 1272年，後嵯峨天皇邦仁→後深草天皇久仁（父→子）
  - 1259年，後深草天皇久仁→龜山天皇恆仁（兄→弟）
  - 1274年，龜山天皇恆仁→後宇多天皇世仁（父→子）
  - 1287年，後宇多天皇世仁→伏見天皇熙仁（再从弟→再从兄）
  - 1298年，伏見天皇熙仁→後伏見天皇胤仁（父→子）
  - 1301年，後伏見天皇胤仁→後二條天皇邦治（族弟→族兄）
  - 1318年，花園天皇富仁→後醍醐天皇尊治（堂弟→堂兄）
  - 1333年，光嚴天皇量仁→後醍醐天皇尊治（族侄→族叔）
  - 1336年，後醍醐天皇尊治→光明天皇豐仁（族叔→族侄）
  - 1348年，光明天皇豐仁→崇光天皇興仁（叔→侄）
  - 1351年，崇光天皇興仁→後村上天皇義良（族侄→族叔）
  - 1371年，後光嚴天皇彌仁→後圓融天皇緒仁（父→子）
  - 1382年，後圓融天皇緒仁→後小松天皇幹仁（父→子）
  - 1383年，長慶天皇寬成→後龜山天皇熙成（兄→弟）
  - 1394年，後龜山天皇熙成→後小松天皇幹仁（族祖父→族孫）
  - 1412年，後小松天皇幹仁→稱光天皇躬仁（父→子）
  - 1464年，後花園天皇彥仁→後土御門天皇成仁（父→子）
  - 1586年，正親町天皇方仁→後陽成天皇周仁（祖→孫）
  - 1611年，後陽成天皇周仁→後水尾天皇政仁（父→子）
  - 1629年，後水尾天皇政仁→明正天皇興子（父→女）
  - 1643年，明正天皇興子→後光明天皇紹仁（姊→弟）
  - 1663年，後西天皇良仁→靈元天皇識仁（兄→弟）
  - 1687年，靈元天皇識仁→東山天皇朝仁（父→子）
  - 1735年，中御門天皇慶仁→櫻町天皇昭仁（父→子）
  - 1747年，櫻町天皇昭仁→桃園天皇遐仁（父→子）
  - 1770年，後櫻町天皇智子→後桃園天皇英仁（姑→侄）
  - 1817年，光格天皇師仁→仁孝天皇惠仁（父→子）
  - 2019年，明仁→德仁（父→子）
- 執權
  - 1205年，北條時政→北條義時（父→子）
  - 1256年，北條時賴→北條長時（再从侄→從叔）
  - 1268年，北條政村→北條時宗（曾祖叔→曾從孫）
  - 1301年，北條貞時→北條師時（從兄→從弟）
  - 1316年，北條基時→北條高時（堂祖叔→六代族孫）
- 幕府將軍
  - 1203年，源賴家→源實朝（兄→弟）
  - 1244年，藤原賴經→藤原賴嗣（父→子）
  - 1394年，足利義滿→足利義持（父→子）
  - 1423年，足利义持→足利義量（父→子）
  - 1473年，足利义政→足利義尚（父→子）
  - 1546年，足利义晴→足利義輝（父→子）
  - 1605年，德川家康→德川秀忠（父→子）
  - 1623年，德川秀忠→德川家光（父→子）
  - 1745年，德川吉宗→德川家重（父→子）
  - 1760年，德川家重→德川家治（父→子）
  - 1837年，德川家齊→德川家慶（父→子）

## 琉球歷史上的內禪
- 1398年，承察度→汪英紫 (侄→叔)
- 1421年，君志真物尚思紹王→勢治高真物尚巴志王（父→子）
- 1477年，尚宣威王→尚真王（叔→侄）
- 1834年，尚灝王思次良金→尚育王思真蒲戶金（父→子）

## 朝鮮半島歷史上的內禪

### 高句麗
- 146年，高句麗太祖王高宫→高句麗次大王遂成（兄→弟）

### 新罗
- 861年，新罗憲安王金誼靖/金祐靖→新罗景文王金膺廉（從祖伯→堂侄孫）
- 897年，新罗真聖女王金曼→新罗孝恭王金嶢（姑→侄）

### 高麗
- 949年，高麗定宗王堯→高麗光宗王昭（兄→弟）
- 981年，高丽景宗王伷→高丽成宗王治（再从侄→從叔）
- 1095年，高麗獻宗王昱→高丽肅宗王顒（侄→叔）
- 1146年，高麗仁宗王楷→高丽毅宗王晛（父→子）
- 1204年，高麗神宗王晫→高丽熙宗王韺（父→子）
- 1269年，高麗元宗王禃→高麗英宗王淐/王侃（兄→弟）隨即復辟
- 1271年，高麗元宗王禃→承化侯王溫（七代族兄→七代族弟）隨即復辟
- 1298年，高麗忠烈王王昛→高麗忠宣王王璋（父→子） 隨即復辟
- 1298年，高麗忠宣王王璋→高麗忠烈王王昛（子→父）
- 1313年，高麗忠宣王王璋→高麗忠肅王王焘（父→子） 隨即復辟
- 1330年，高麗忠肅王王焘/阿剌訥忒失里→高麗忠惠王王祯（父→子） 隨即復辟
- 1332年，高麗忠惠王王祯/普塔失里→高麗忠肅王王焘/阿剌訥忒失里（子→父）
- 1343年，高麗忠肅王王焘/阿剌訥忒失里→高丽忠穆王王昕/八思麻朵儿只（祖→孫）
- 1388年，高麗禑王王牟尼奴→高丽昌王王昌（父→子）

### 朝鮮王朝
- 1398年，朝鮮太祖李成桂→朝鮮定宗李芳果（父→子）
- 1400年，朝鮮定宗李芳果→朝鮮太宗李芳远（兄→弟）
- 1418年，朝鮮太宗李芳远→朝鮮世宗李祹（父→子）
- 1455年，朝鮮端宗李弘暐→朝鮮世祖李瑈（侄→叔）
- 1468年，朝鮮世祖李瑈→朝鮮睿宗李晄（父→子））
- 1544年，朝鮮中宗李懌→朝鮮仁宗李峼（父→子）
- 1545年，朝鮮仁宗李峼→朝鮮明宗李峘（兄→弟）
- 1907年，朝鮮高宗李載晃→朝鮮純宗李坧（父→子）

## 越南歷史上的內禪
- 1224年，李惠宗李旵→李昭皇李佛金（父→女）
- 1258年，陳太宗陳煚→陳聖宗陳晃（父→子）
- 1278年，陳聖宗陳晃→陳仁宗陳昑（父→子）
- 1293年，陳仁宗陳昑→陳英宗陳烇（父→子）
- 1314年，陳英宗陳烇→陳明宗陳奣（父→子）
- 1329年，陳明宗陳奣→陳憲宗陳旺（父→子）
- 1372年，陳藝宗陳暊→陳睿宗陳曔（兄→弟）
- 1398年，陳順宗陳顒→陳少帝陳安（父→子）
- 1400年，胡朝胡季犛→胡漢蒼（父→子）
- 1409年，簡定帝陳頠→重光帝陳季擴（叔→侄）
- 1516年，陳暠→陳㫒（父→子）
- 1529年，莫太祖莫登庸→莫太宗莫登瀛（父→子）
- 1592年，莫朝莫茂洽→莫全（父→子）
- 1621年，莫敬恭→莫敬寬（叔→侄）
- 1643年，黎神宗黎維祺→黎真宗黎維祐（父→子） 隨即復辟
- 1705年，黎熙宗黎維祫→黎裕宗黎維禟（父→子）
- 1729年，黎裕宗黎維禟→昏德公黎維祊（父→子）
- 1740年，鄭裕祖鄭杠→鄭毅祖鄭楹（兄→弟）
- 1740年，黎懿宗黎維禟→黎顯宗黎維祧（叔→侄）
- 1776年，阮定王阮福淳→阮穆王阮福暘（叔→侄）
- 1907年，成泰帝阮福昭→維新帝阮福晃（父→子）

## 世界其他各國歷史上的內禪
- 印度
  - 前491年，頻毘娑羅→阿闍世王（父→子）
  - 375年，海护王沙摩陀罗·笈多→超日王旃陀罗·笈多二世（父→子）
- 伊朗
  - 140年，安世高→沃洛加西斯四世 （侄→叔)
  - 1941年，礼萨汗→穆罕默德-礼萨·巴列维（父→子）
- 占城
  - 1287年，因陀罗跋摩六世→闍耶僧伽跋摩三世（父→子）
- 瀾滄王國
  - 1373年，法昂→桑森泰（父→子）
  - 1429年，坎登→尤空（兄→弟）
- 奧斯曼帝國
  - 1512年，巴耶济德二世→塞利姆一世（父→子）
- 荷蘭
  - 1840年，威廉一世→威廉二世（父→子）
  - 1948年，威廉明娜女王→朱丽安娜女王（母→女）
  - 1980年， 朱丽安娜女王→贝娅特丽克丝女王（母→女）
  - 2013年，贝娅特丽克丝女王→威廉-亞歷山大（母→子）
- 神圣罗马帝国
  - 1556年，查理五世→斐迪南一世（兄→弟）
- 奥地利
  - 1521年，卡尔一世→斐迪南一世（兄→弟）
  - 1848年，斐迪南一世→弗朗茨·约瑟夫一世（伯→侄）
- 西班牙
  - 1556年，卡洛斯一世→费利佩二世（父→子）
  - 1724年，费利佩五世→路易斯一世（父→子）
  - 1808年，卡洛斯四世→费尔南多七世（父→子）
  - 2014年，胡安·卡洛斯一世→費利佩六世（父→子）
- 葡萄牙
  - 1826年，佩德罗四世→瑪麗亞二世（父→女）
- 法国
  - 1830年，查理十世→路易-菲利普一世（堂兄→堂弟）
- 巴西
  - 1831年，佩德罗一世→佩德罗二世（父→子）
- 卢森堡
  - 1840年，威廉一世→威廉二世（父→子）
  - 1919年，玛丽·阿黛拉伊德→夏洛特（姐→妹）
  - 1964年，夏洛特→让（母→子）
  - 2000年，让→亨利（父→子）
- 柬埔寨
  - 1841年, 安眉→安东 （侄女→叔)
  - 1955年，諾羅敦·西哈努克→诺罗敦·苏拉玛里特（子→父） 隨即復辟
  - 2004年，諾羅敦·西哈努克→诺罗敦·西哈莫尼（父→子）
- 希腊
  - 1917年，康斯坦丁一世→亚历山大一世（父→子）
  - 1922年，康斯坦丁一世→乔治二世（父→子）
- 汉志王国
  - 1924年，侯赛因·本·阿里→阿里·本·侯赛因（父→子）
- 羅馬尼亞王國
  - 1930年，米哈伊一世→卡羅爾二世（子→父）
  - 1940年，卡羅爾二世→米哈伊一世（父→子）
- 英国
  - 1936年，爱德华八世→乔治六世（兄→弟）
- 比利时
  - 1951年，利奥波德三世→博杜安（父→子）
  - 2013年，阿尔贝二世→菲利普（父→子）
- 约旦
  - 1952年，塔拉勒·伊本·阿卜杜拉→侯赛因·本·塔拉勒（父→子）
- 埃及
  - 1952年，法鲁克一世→福阿德二世（父→子）
- 列支敦士登
  - 2004年，漢斯·亞當二世→阿洛伊斯王储（父→子）
- 不丹国王
  - 2006年，吉格梅·辛格·旺楚克→吉格梅·凯萨尔·纳姆耶尔·旺楚克（父→子）
- 卡塔尔
  - 2013年，哈迈德·本·哈利法·阿勒萨尼→塔米姆·本·哈邁德·阿勒薩尼（父→子）
- 马来西亚
  - 彭亨
    - 2019年，蘇丹阿末沙→苏丹阿都拉（父→子）
- 丹麥
  - 2024年，瑪嘉烈二世→弗雷德里克十世（母→子）